# 나이토 조안

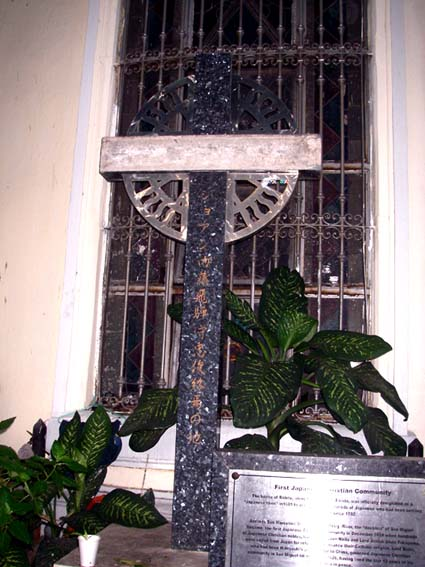
나이토 조안의 십자가

나이토 조안(일본어: 内藤 如安, 1550년? ~ 1626년?)은 센고쿠 시대에서 아즈치모모야마 시대에 걸쳐 활약한 무장이다. 여안(如安)이라는 한자는 세례명 '요한'을 음차한 것이며 요한을 포르투갈어로 읽으면 '조안(João)'이 된다. 본명은 다다토시(忠俊) 또는 사다카쓰(貞勝)이고, 고니시 히다노카미(小西飛弾守)로도 불렸다. 독실한 기독교도로 알려져 있며, 다도인으로서도 명성이 높다. 단바의 호족출신으로 고니시 유키나가의 가신이 되었다가 기독교도 추방령에 따라 마닐라로 추방되었다.

## 생애
덴분 19년(1550년)경 아버지 마쓰나가 나가요리와 어머니 나이토 구니사다의 딸 사이에서 태어났다. 덧붙여 아버지는 미요시 가문의 중신 마쓰나가 히사히데의 동생이다. 미요시 가문은 기나이에 위세를 떨쳐 단바 공략에 착수한다. 이 전투에서 마쓰나가 나가요리는 두각을 나타냈고, 야기 성을 거점으로 단바 지역의 통치를 위임받는다. 더욱이 지역의 안정적 지배를 위해 단바 슈고다이인 나이토 구니사다의 딸을 부인으로 맞이하여 나이토 가문의 명맥을 잊는다. 이때 마쓰나가 나가요리는 이름을 나이토 무네카쓰(内藤宗勝)로 개명하였다. 그러나, 단바에서는 호족 아카이 가문이 세를 확장하였고, 복속되어 있던 하타노 가문이 독단적 움직임을 보이기 시작한다.
에이로쿠 7년(1564년) 조안은 루이스 프로이스 혹은 가스파르 빌렐라의 영향을 받아 가톨릭으로 개종한다.
에이로쿠 8년(1565년) 아카이 나오마사와 교전 중 아버지 나가요리가 전사하였고, 이에 어린 조안이 가독을 이었다. 이와 더불어 미요시 가문은 기나이에서 세를 잃기 시작해 단바에서 아카이 가문과 하타노 가문의 세력이 점차 두각을 나타냈고, 급기야 나이토 가문의 영지를 침식하기에 이른다. 게다가 오다 노부나가와 쇼군 아시카가 요시아키가 대립할 때, 쇼군측에 가담했으며, 쇼군 가문이 몰락한 후에도 오다 가문에 적대적이었기 때문에 덴쇼 6년(1578년) 오다 가문의 가신 아케치 미쓰히데의 공격을 받아 성이 함락되고 영지는 몰수되었다. 단 루이스 프로이스 문서에서는 이 무렵 조안이 사카이 있던 아시카가 요시아키를 수행했다고 적고 있다.
그 후, 아시카가 요시아키를 따라 모리 가문의 빈고 도모노우라에 머물고 있었지만, 덴쇼 13년(1585년)경 고니시 유키나가를 알게 되어 그의 가신이 된다. 조안은 고니시 가문내에서 중신의 대우를 받았으며, 고니시라는 성을 하사받는다.
임진왜란 때에는 명과의 교섭을 담당하여 명의 수도 북경에도 출타했다. 이 무렵 기록된 명과 조선의 사료에는 소서비(小西飛)라고 표기되어 있다. 이는 고니시 히다노카미(小西飛弾守)를 간략히 적은 것이다. 조선 기록에 의하면 나이토 조안의 눈에 계월향이 든 후. 계월향은 평안도 병마절도사 김응서가 평양성 탈환할 묘안을 제안하자 선뜻 받아들였다.
계월향은 그 후 일부러 적장의 애첩이 돼 김응서를 오라버니로 위장, 성 안으로 끌어들였고 덕분에 김응서는 나이토 조안을 죽일 수 있었다고 한다. 하지만 이 부분은 출처가 불명확하다.
게이초 5년(1600년) 음력 9월 세키가하라 전투에서 참전하여 패배하였고, 주군 고니시 유키나가는 로쿠조가와라에서 참수되었다. 조안은 같은 기독교도인 히젠의 다이묘 아리마 하루노부의 손에 이끌려 히라도로 도주하였다. 그 후, 가토 기요마사와 마에다 도시나가의 객장이 되어 마에다 가문의 가가번에서 생활하였다. 가가 번에는 기독교도로 알려진 다카야마 우콘도 있어 함께 포교활동과 성당 건설에 힘썼다. 그러나, 게이초 18년(1613년) 도쿠가와 이에야스에 의한 기독교도 추방령에 따라 다음해인 1614년 음력 9월 24일 동생 주리아와 다카야마 우콘과 함께 필리핀 마닐라로 추방되었다. 마닐라에서는 총독과 주민들의 따뜻한 환대를 받았다.
마닐라의 안트라무로스 인근에 일본인 마을을 건설해 정착했으며, 간에이 3년(1626년) 77세로 병사하였다. 현재 성 빈센트 홀 성당에 그의 죽음을 알리는 십자가가 세워져 있다.

## 같이 보기
- 계월향
- 기리시탄 다이묘
- 야기성